# Schoorstraat
Schoorstraat is een buurtschap in het noorden van de gemeente Tilburg, in de Nederlandse provincie Noord-Brabant.
De buurtschap ligt aan de gelijknamige straat die begint in het oude centrum van Udenhout. De afstand vanaf dit punt is 2½ kilometer. Verder van Udenhout en ten noordwesten van Schoorstraat ligt nog een buurtschap: Loonse Hoek, hemelsbreed op een kilometer afstand. Aan de west- en noordkant loopt de Zandkantse Leij. Het toponiem Schoor geeft een bruggetje over een waterloop aan. Verder westelijk ligt natuurgebied De Brand en noordelijk de De Loonse en Drunense Duinen.
Schoorstraat wordt in 1430 genoemd: Aen die Scoerstraet. De ligging op een zandige opduiking (donk) doet echter vermoeden dat het een nog oudere ontginning is. Andere aanduidingen zijn Schoerstraet (1454) en Opte Leech Schoirstrate (1594).
Noord-Brabant: Steden en dorpen      Nederland: Provincies · Gemeenten